# 2MASX J11180884+2325231
2MASX J11180884+2325231 ist eine Galaxie mit aktivem Galaxienkern im Sternbild Löwe auf der Ekliptik. Sie ist schätzungsweise 1,5 Milliarden Lichtjahre von der Milchstraße entfernt und hat einen Durchmesser von etwa 20.000 Lichtjahren. Vom Sonnensystem aus entfernt sich das Objekt mit einer errechneten Radialgeschwindigkeit von näherungsweise 33.000 Kilometern pro Sekunde.
Im selben Himmelsareal befinden sich unter anderem die Galaxien NGC 3618, PGC 34547, PGC 1685653, PGC 1689227.